# 見里朝希
見里 朝希（みさと ともき、1992年11月29日 - ）は日本の映像作家、アニメーション監督。東京都生まれ。男性。主にストップモーション・アニメーションによる映像制作を手掛ける。姉は女優の見里瑞穂。

## 来歴
1992年、東京都に生まれる。2016年に武蔵野美術大学造形学部視覚伝達デザイン学科を卒業する。同大の卒業制作で作った羊毛フェルトアニメーション『あたしだけをみて』は、東京アニメアワードフェスティバル2016の同大代表に選ばれた。
同年、東京藝術大学大学院映像研究科アニメーション専攻に進む。大学院時代の指導教官には『ニャッキ!』の伊藤有壱がいた
。
2018年に大学院の修了制作作品としてグリム童話『狼と七匹の子山羊』に着想を得て制作した、パペットアニメ『マイリトルゴート』は劇場公開され、「20th DigiCon6 ASIA」で「第24回学生CGコンテスト」でアート部門・エンタテインメント部門の両部門の最優秀賞、「SHORT SHORTS FILM FESTIVAL & ASIA2019」ジャパン部門優秀賞、パリ国際ファンタスティック映画祭グランプリ等の複数賞を受賞し注目を浴びる。2020年に若手クリエイターを対象とした国際賞「Young Guns」に選出される。
2021年、TVアニメシリーズ初監督を務める『PUI PUI モルカー』がテレビ東京『きんだーてれび』内にて放映された。同作品は、2022年の第25回文化庁メディア芸術祭アニメーション部門ソーシャル・インパクト賞を受賞した。
同年、アニメーション制作会社WIT STUDIOと共にストップモーションアニメーションを手がける新スタジオ「TOROKU」を発足した。

## 作品
- 恋はエレベーター[14]
- あたしだけをみて（2016年）[3]
- Candy.Zip（2016年）[3]
- マイリトルゴート（2018年、ホフマニアダと併映で劇場公開[15]）
- けだまのゴンじろー（2019年 - 2020年） - エンディングアニメーション[16]
- PUI PUI モルカー（2021年、きんだーてれび内アニメ） - 原案、監督、脚本
  - PUI PUI モルカー DRIVING SCHOOL（2022年、『イニミニマニモ』内アニメ） - 原案
  - PUI PUI モルカー ザ・ムービー MOLMAX（2024年） - 総監修
- Candy Caries（2021年）[17]
- My Melody & Kuromi（2025年） - 監督[13]